# Prothrombinmutation G20210A
Die Prothrombinmutation G20210A stellt einen erblichen Risikofaktor für die Entwicklung von Thrombosen dar. Sie wird in Deutschland bei 2–3 % der Bevölkerung gefunden und führt zu einem geringfügig erhöhten Risiko bei heterozygoten Trägern, in der homozygoten Form ist das Thromboserisiko stärker erhöht. Sie ist nach der APC-Resistenz die zweithäufigste bekannte vererbliche Thromboseneigung.

## Ursachen
Bei dieser Krankheit liegt eine Punktmutation vor, bei der an der Position 20210 des Prothrombin-Gens Guanin gegen Adenin ausgetauscht wurde. Meist ist ein Allel betroffen (Heterozygotie), in sehr seltenen Fällen sind beide Allele betroffen (Homozygotie). Da die Mutation im Intronbereich des Prothrombin-Gens liegt, bewirkt die Mutation keine Veränderung des Prothrombinproteins, sondern hat Auswirkungen auf die Regulation der Expression. Die Prothrombinkonzentration (Faktor II) steigt um circa 30 %. Aufgrund des großen Referenzbereiches kann diese weiterhin im Normalbereich liegen. Bei Heterzygoten ist das Risiko einer Thrombose um das 2–5-fache erhöht; bei Homozygoten circa auf das 10-fache.

## Nachweis
Die erhöhte Prothrombinkonzentration kann nachgewiesen werden und gibt einen unsicheren Hinweis auf die Prothrombinmutation G20210A. Sicher ist die Diagnostik mittels molekulargenetischer Diagnostik (PCR, Hybridisierung), wie sie auch im Rahmen der Thrombophiliediagnostik eingesetzt wird. Bei familiär gehäuften oder atypischen Thrombosen ist diese Thrombophiliediagnostik indiziert. Es sollte nach der Mutation gesucht werden, ebenso wie nach anderen Thrombophilieursachen, etwa Protein-C- und Protein-S-Mangel, ATIII-Mangel, MTHFR-C677T-Mutation (Homocysteinämie) und vor allem APC-Resistenz.

## Therapie
Liegen keine weiteren Gerinnungsprobleme vor und ist es noch nicht zu einer Thrombose gekommen, so ist keine medikamentöse Therapie indiziert.
Thromboseauslösende Situationen sind zu meiden, besonders etwa die Kombination von Rauchen und Antibabypille.
Besondere Beachtung sollte der Problematik im Zusammenhang mit Operationen, Schwangerschaft und Wochenbett zukommen.